# کوه اوپای
کوه اوپای (به لاتین: Mount Oupay) یک کوه در کامرون است که در Mayo Tsanaga واقع شده‌است. کوه اوپای ۱٬۴۹۴ متر بالاتر از سطح دریا واقع شده‌است.